# Miguel Sarabia
Miguel Ángel Sarabia Delgado (Tijuana, 23 maart 1999) is een Mexicaans beachvolleyballer.

## Carrière
Sarabia deed in 2014 met Miguel Verdezco mee aan de wereldkampioenschappen onder 19 in Acapulco. In oktober 2015 speelde hij met Raymond Stephens in Puerto Vallarta zijn eerste wedstrijd in de FIVB World Tour. Het jaar daarop eindigden Sarabia en Stephens als vijfde bij de WK onder 19 in Larnaca. Na een hiaat van twee jaar keerde het duo in 2019 terug met een overwinning bij het toernooi van La Paz in de Noord-Amerikaanse competitie en een derde plaats bij de WK onder 21 in Udon Thani. Daarnaast namen ze in november dat jaar deel aan het FIVB-toernooi van Chetumal. In 2021 was het tweetal actief op vier toernooien in de World Tour met een zeventiende plaats in Cancun als beste resultaat. Bij de Pan-Amerikaanse Jeugdspelen in Cali behaalden ze een vierde plaats. Het jaar daarop wisselde Sarabia van partner naar Juan Virgen. Het tweetal deed mee aan vijftien reguliere toernooien in de Beach Pro Tour – de opvolger van de World Tour – en kwam daarbij tot een vijfde plaats in Agadir. Bij de wereldkampioenschappen in Rome bleven ze steken in de tussenronde tegen de Canadezen Daniel Dearing en Sam Schachter.

## Palmares
Kampioenschappen
- 2019:  WK U21